# Asopós (Béotie)
Pour les articles homonymes, voir Asopos.
L’Asopos, Asopus ou Asope (en grec ancien Άσωπός / Asôpós, « boueux ») est un fleuve de Béotie qui prend sa source au mont Cithéron, au sud-ouest de Thèbes. Il traverse la Béotie d'ouest en est. Il passe au nord de la cité antique de Platées puis du Parnès et de l'Attique. Il se jette dans le golfe d'Eubée, face à Érétrie.
Il fournit en eau une bonne partie de la population de l'agglomération d'Athènes. Il sert aussi à l'irrigation des exploitations maraîchères autour de Thèbes. L'Asopos est un des cours d'eau les plus pollués de Grèce. Les scientifiques de l'université d'Athènes ont étudié sa composition, ainsi que celle des légumes vendus sur les marchés de la capitale. Les niveaux de nickel (663 µg/kg) et de chrome (95 µg/kg) sont huit à dix fois supérieurs aux normes autorisées. De grandes quantités de chrome appauvri ont aussi été découvertes dans son eau (148 µg/l). Celle-ci est impropre à l'irrigation comme à la consommation. L'Union européenne a déjà condamné la Grèce qui ne sévit pas contre les industriels déversant leurs déchets toxiques dans le fleuve. En mars 2009, Erin Brockovich demande à l'ambassadeur des États-Unis en Grèce de pousser à la résolution de ce problème. L'Asope contient en effet du chrome hexavalent, contre lequel elle s'était battue en Californie.
La source Gargaphia fait partie de son bassin fluvial.